# Чернишов Олексій Вікторович
Олексі́й Ві́кторович Чернишо́в (нар. 31 травня 1979, Макіївка, Донецька область — пом. 14 вересня 2014, Ясинуватський район, Донецька область) — рядовий МВС України, батальйон «Дніпро-1».

## Біографія
Народився 1979 року в місті Макіївка. Жив та навчався у Димитрові (нині Мирноград, Донецька область). Навчався у середній школі № 6 міста Димитрова; працював на шахті № 1 «Центральна». Згодом переїхав жити у Вінницю, де одружився в 1999 році; там у нього народився син. Згодом сім'я розпадається, він переїжджає в місто Донецьк.
З початком російсько-української війни пішов служити у батальйон патрульної служби міліції особливого призначення «Дніпро-1». 14 вересня 2014-го загинув у бою з російською диверсійною групою біля села Піски Ясинуватського району.
Похований у Мирнограді.

## Нагороди і вшанування
За особисту мужність і героїзм, виявлені у захисті державного суверенітету та територіальної цілісності України, вірність військовій присязі нагороджений
- орденом «За мужність» III ступеня (19.12.2014, посмертно)
- У рамках декомунізації в місті Мирнограді вулицю назвали іменем Олексія Чернишова. Також у Мирнограді на школі, у якій він навчався, встановили меморіальну дошку Олексієві[1]
- Його портрет розміщений на меморіалі «Стіна пам'яті полеглих за Україну» в Києві: секція 4, ряд 6, місце 17